# عشيق الليدي تشاترلي (فلم)
عشيق الليدي تشاترلي (بالإنجليزية: Lady Chatterley's Lover) هو فيلم دراما رومانسي من إخراج لور دي كليرمو، مبني على رواية تحمل نفس الاسم للكاتب ديفيد هربرت لورانس. الفيلم من بطولة إيما كورين وجاك أوكونيل وصدر على منصة نتفليكس في 2 ديسمبر 2022.